# Wellington de Queiroz Vieira
Wellington de Queiroz Vieira (* 11. Juli 1968 in Tocantinópolis, Tocantins, Brasilien) ist ein brasilianischer Geistlicher und römisch-katholischer Bischof von Cristalândia.

Wappen von Wellington de Queiroz Vieira.

## Leben
Wellington de Queiroz Vieira empfing am 8. Dezember 1996 das Sakrament der Priesterweihe für das Bistum Tocantinópolis.
Am 16. November 2016 ernannte ihn Papst Franziskus zum Prälaten von Cristalândia. Der Erzbischof von Palmas, Pedro Brito Guimarães, spendete ihm am 4. Februar des folgenden Jahres die Bischofsweihe. Mitkonsekratoren waren der Bischof von Tocantinópolis, Giovane Pereira de Melo, und der Bischof von Oliveira, Miguel Ângelo Freitas Ribeiro.
Mit der Erhebung der Territorialprälatur zum Bistum Cristalândia ernannte ihn Papst Franziskus zu dessen erstem Diözesanbischof.